# Ljoedmila Rogatsjova
Ljoedmila Vasiljevna Rogatsjova (Russisch: Людмила Васильевн Рогачёва) (Lad Balka, 30 oktober 1966) is een voormalige Russische middellangeafstandsloopster, die was gespecialiseerd in de 1500 m. In deze discipline werd ze wereldindoorkampioene, Europees kampioene en meervoudig nationaal kampioene. In totaal nam ze driemaal deel aan de Olympische Spelen en won hierbij één zilveren medaille.

## Biografie
Haar grootste prestatie boekte Rogatsjova aan het begin van haar sportcarrière in 1991. Dat jaar nog uitkomend voor de Sovjet-Unie, won ze een gouden medaille op de 1500 m bij de wereldindoorkampioenschappen in het Spaanse Sevilla. Outdoor veroverde ze dat jaar op de wereldkampioenschappen in Tokio een bronzen medaille. Met een tijd van 4.02,72 eindigde ze achter de Algerijnse Hassiba Boulmerka (goud; 4.02,21) en de Sovjet-Russische Tatjana Dorovskich (zilver; 4.02,58).
Ook op de Olympische Spelen van 1992 in Barcelona, waarbij Rogatsjova het team van het Gemenebest van Onafhankelijke Staten vertegenwoordigde, werd ze door Hassiba Boulmerka verslagen en moest ze genoegen nemen met een zilveren medaille op de 1500 m. Met een tijd van 3.56,91 finishte ze achter Hassiba Boulmerka (goud; 3.55,30) en voor de Chinese Qu Yunxia (brons; 3.56,91). In het jaar erop werd ze voor het eerst Russisch kampioene.
In 1994 veroverde Rogatsjova de Europese titel op de 1500 m. In 1996 werd ze op de Olympische Spelen in Atlanta met een tijd van 4.14,54 uitgeschakeld in de halve finale.
Aan het einde van haar sportieve loopbaan nam ze nog deel aan de Olympische Spelen van 2000 in Sydney. Hierbij sneuvelde ze in de halve finale met een tijd van 4.09,18.

## Titels
- Wereldindoorkampioene 1500 m - 1991
- Europees kampioene 1500 m - 1994
- Sovjet-kampioene 800 m - 1992
- Sovjet-kampioene 1500 m - 1990
- Sovjet-indoorkampioene 1500 m - 1991
- Russisch kampioene 1500 m - 1993, 1994, 1999, 2000

## Persoonlijke records
Outdoor
| Onderdeel   | Prestatie | Datum           | Plaats            |
| ----------- | --------- | --------------- | ----------------- |
| 800 m       | 1.56,82   | 13 juli 1988    | Pärnu             |
| 1000 m      | 2.33,96   | 2 juli 1993     | Villeneuve-d'Ascq |
| 1500 m      | 3.56,91   | 8 augustus 1992 | Barcelona         |
| 1 Eng. mijl | 4.21,30   | 8 juli 1992     | Lausanne          |

Indoor
| Onderdeel | Prestatie | Datum            | Plaats |
| --------- | --------- | ---------------- | ------ |
| 1500 m    | 4.02,3    | 14 februari 1990 | Moskou |

## Palmares

### 800 m
- 1994:  EK - 1.58,69
- 1994:  Goodwill Games - 1.58,43

### 1500 m
- 1989:  Universiade - 4.15,11
- 1991:  WK indoor - 4.05,09
- 1991:  WK - 4.02,72
- 1992:  OS - 3.56,91
- 1992:  Grand Prix Finale - 4.19,49
- 1993: 13e WK - 4.12,14
- 1994:  EK indoor - 4.06,60
- 1994:  EK - 4.18,93
- 1994: 7e Grand Prix Finale - 4.06,18
- 1994:  Goodwill Games - 4.05,00
- 1995: 9e WK - 4.07,83

### 1 Eng. mijl
- 1991:  Grand Prix Finale - 4.33,51
- 1993: 4e Grand Prix Finale - 4.28,02